# Senhor Frio
Senhor Frio (no original, Mr. Freeze), cujo nome real é Dr. Victor Fries, é um personagem fictício, supervilão inimigo do Batman no Universo DC com poderes e equipamentos relacionados a congelamento. É uma reformulação do personagem Dr. Schivel chamado Mister Zero, criado por Bob Kane, que teve sua primeira aparição em Batman #121, em fevereiro de 1959. O nome Mr. Freeze surgiu na adaptação do personagem na série de televisão dos anos 60, Batman, onde ele foi interpretado por três atores diferentes.  O roteirista Paul Dini fez uma reimaginação do personagem na animação Batman: A Série Animada, com a voz de  Michael Ansara, que levou a DC Comics a incorporar a história trágica de Frio na versão dos quadrinhos. O personagem desde então apareceu em várias outras adaptações, incluindo o filme de 1997 Batman & Robin, onde foi interpretado por Arnold Schwarzenegger. 

## História
Victor Fries era um cientista especializado em criogenia que quando criança, divertia-se congelando animais. Horrorizados com o seu "hobby", seus parentes o enviaram para um rigoroso colégio interno, onde tornou-se infeliz, sem o menor sentimento pela humanidade. No colégio, conheceu Nora, por quem se apaixonou e que seria sua futura esposa.
A esposa de Fries, Nora, havia contraído uma doença desconhecida e incurável. Fries então procurou trabalho na grande companhia de Ferris Boyle. Utilizando os equipamentos da companhia sem permissão, Fries descobriu uma maneira de preservar Nora em estado criónico, até encontrar uma cura para a doença dela. Boyle, dono da companhia, descobriu o experimento clandestino e tentou revertê-lo, porém acaba confrontando Fries, que caiu sobre uma mesa cheia de produtos químicos. Fries sobreviveu, mas descobriu que isto só seria possível em temperaturas abaixo de zero.
Desta forma, Fries desenvolveu uma roupa que o conserva em temperatura abaixo do congelamento para sobreviver. Para se vingar de Boyle, criou também uma pistola congelante que congela seus alvos. Seus crimes são temáticos sobre gelo ou frio. Prefere trabalhar sozinho do que fazer alianças, embora tenha sido contratado por Máscara Negra em outra ocasião.A sua arma congeladora fez ele ficar um psicopata quase congelando o cérebro dele.
Na banda desenhada Villains United #1, de 2005, convencido pelo vilão Calculator, Senhor Frio a uniu-se a Sociedade Secreta dos Super-Vilões. Em Salvation Run (2007), Senhor Frio é visto fazendo parte da nova Liga da Injustiça.

## Outras mídias

### Cinema

#### Batman & Robin

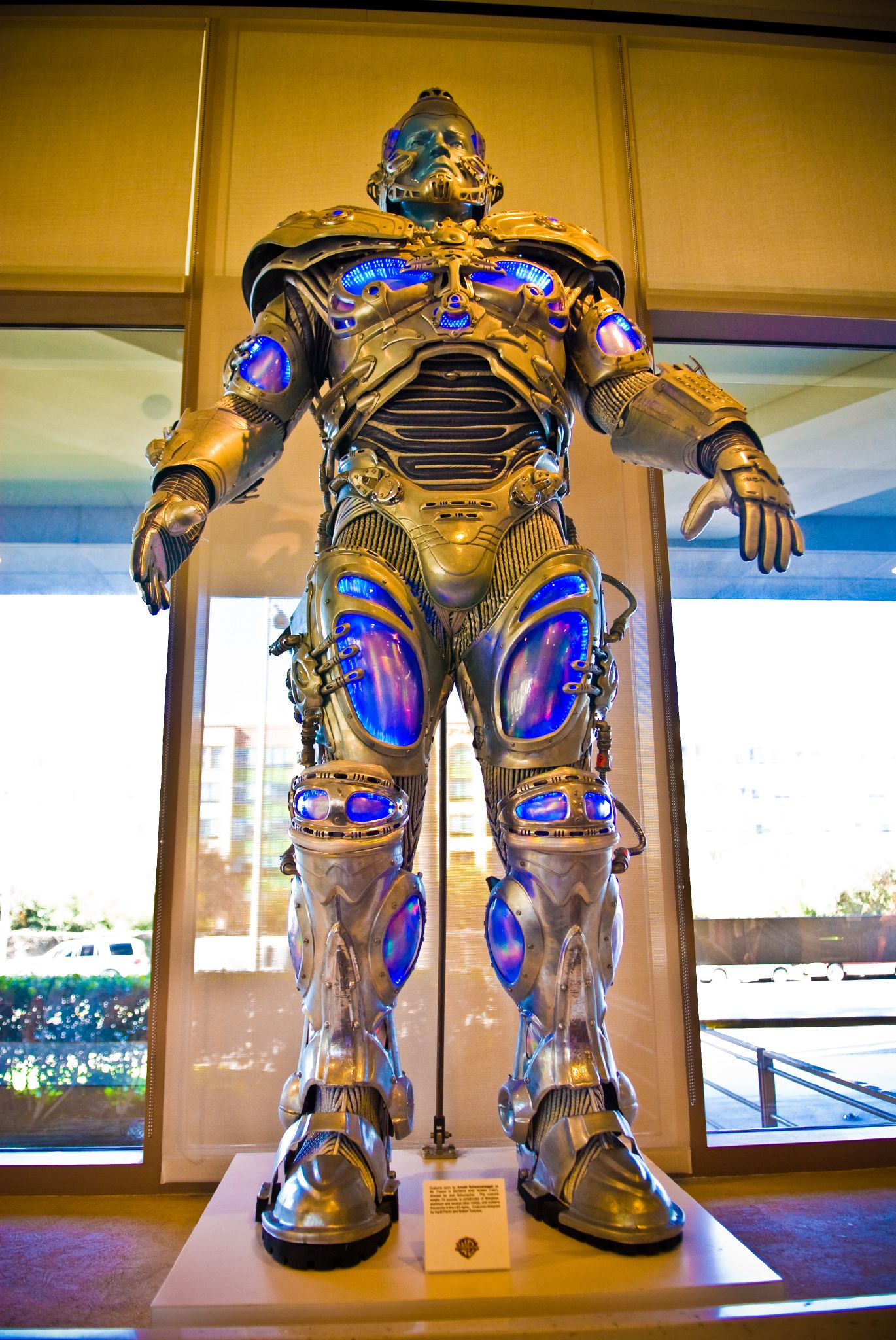
Estátua da versão de Batman & Robin.

Senhor Frio, no filme Batman & Robin (1997), foi interpretado por Arnold Schwarzenegger. Apesar de sua trágica origem ser a mesma, o personagem está bastante caricato no filme, exagerando nas frases relacionadas ao frio e à temperatura do início ao fim. Além disso, a atuação e a caracterização de Arnold Schwarzenegger receberam duras críticas, bem como o filme todo.

### Televisão

#### Batman (seriado)

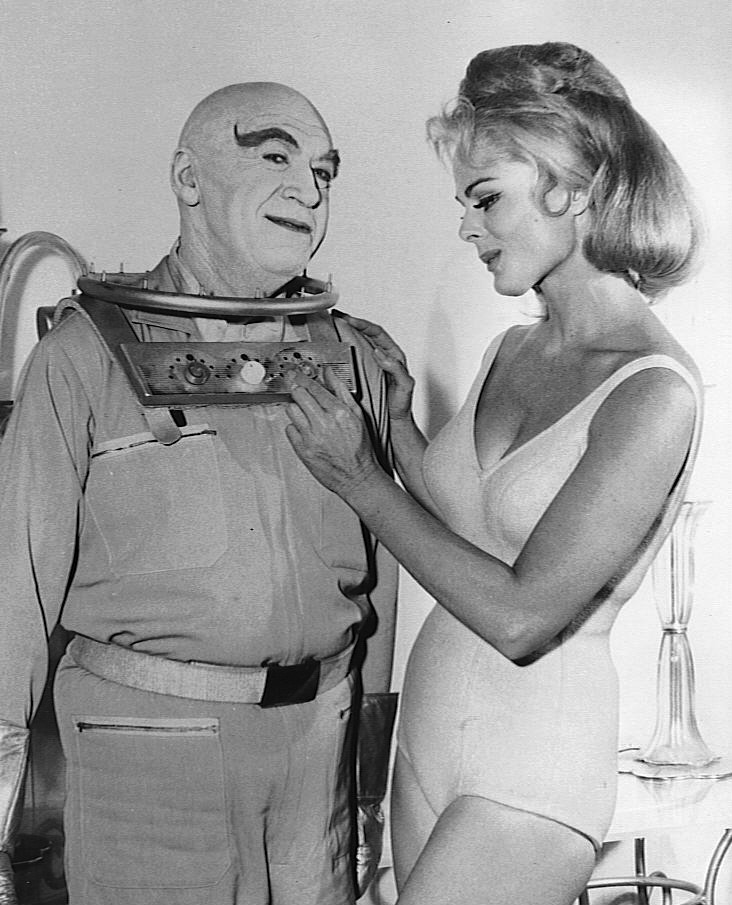
Otto Preminger como Senhor Frio na série de TV do Batman, em foto promocional de 1967

Na série dos anos 60 Batman, Senhor Frio foi interpretado por George Sanders, Otto Preminger e Eli Wallach. Os produtores da série decidiram alterar o seu nome original, vindo dos quadrinhos (que até então era Mister Zero), para Mister Freeze, sendo que sua verdadeira identidade, na série, era conhecida como "Dr. Schimmel".
Senhor Frio fez sua primeira aparição no episódio "Instant Freeze", no qual é revelado ter sido Batman o responsável pelo derramamento de produtos químicos criogénicos nele, após uma luta entre os dois.

#### As Novas Aventuras de Batman
Senhor Frio aparece em um único episódio do desenho animado As Novas Aventuras de Batman, produzido pela Filmation em 1977. Sua foz foi feita por Lennie Weinrib.

#### Batman: A Série Animada
A pedido do criador do desenho Batman: A Série Animada, Bruce Timm, o visual de Senhor Frio foi produzido pelo mesmo criador de Hellboy, Mike Mignola. Sua voz foi feita por Michael Ansara.
Senhor Frio foi introduzido no episódio "Heart of Ice", que ganhou um prêmio Emmy como "Melhor Roteiro de um Desenho Animado". No episódio, Senhor Frio lidera seus capangas na invasão à Companhia Gothcorp, roubando peças necessárias para a fabricação de armas criogências que ele usaria em sua batalha contra a companhia. Batman intervém, porém acaba preso em um bloco de gelo. Numa segunda intervenção à Gothcorp, Batman vê, em um vídeo sigiloso da segurança interna, como ocorreu a transformação de Victor Fries em um "homem de gelo": enquanto trabalhava na Gothcorp, Fries é visto usando equipamentos de forma ilegal para a realização de experimentos com criogenia para salvar Nora, que encontrava-se doente em estado terminal. Repentinamente, o laboratório é invadido pelo cruel dono da Gothcorp, Ferris Boyle, e seus guardas, que empurram Fries em direção aos produtos químicos usados nos experimentos. Este sobrevive, mas sofre sérias mutações que o impedem de viver em ambientes não-congelados, transformando-se assim em Senhor Frio. Terminado o vídeo, Batman, emocionalmente chocado, chega a dizer "Meu Deus…" num tom de voz arrastado, quando Senhor Frio reaparece e acaba aprisionando o Homem-Morcego em um novo bloco de gelo dentro da sala de segurança.
Posteriormente, Senhor Frio encontra e ataca Boyle, que estava patrocinando um jantar de celebração da GothCorp, congelando-o da cintura para baixo, prestes a matá-lo. Batman então surge e enfrenta o vilão, somente conseguindo derrotá-lo ao induzir um choque térmico quebrando um frasco de sopa de galinha contra seu capacete pressurizado a nitrogênio. Senhor Frio é preso e levado para o Asilo Arkham, colocado numa cela especial para temperaturas extremamente baixas, enquanto Boyle é levado para a Penitenciária de Stonegate, pois tendo os crimes cometidos por sua empresa revelados por Batman.
Senhor Frio reaparece no episódio "Deep Freeze", onde é resgatado da prisão (contra sua vontade) e levado para uma cidade litorânea, denominada Oceana, por um andróide pertencente ao construtor de parques temáticos Grant Walker. A intenção de Walker é descobrir o segredo da manutenção de temperatura corporal de Senhor Frio, para tornar-se igual a ele. Inicialmente, Senhor Frio recusa a ajuda, porém volta atrás quando Walker mostra Nora viva, mas ainda congelada. Batman e Robin chegam ao local e suplicam a Senhor Frio que, se ele apoiar Walker na ideia de congelar Gotham City para criar um novo mundo onde apenas os residentes de Oceana o habitassem, Nora iria odiá-lo para sempre. Senhor Frio então luta com Walker e o derrota, aprisionando Walker em uma parede feita com sua pistola congelante. Senhor Frio decide então destruir Oceana, porém decide ficar junto com Nora. A cidade explode, mas o final da animação revela que Senhor Frio, Nora e Walker sobreviveram, porém temporariamente presos em um gigantesco iceberg.

#### The New Batman Adventures
Em The New Batman Adventures, Senhor Frio ganha um visual mais sombrio, no qual sua cabeça é montada sobre quatro finas pernas cibernéticas, que se encaixam em um corpo de robô. Segundo os diretores do desenho, a justificativa para a nova versão de Senhor Frio ser mais sombria é que ele já não possuía mais esperança de encontrar a cura para sua esposa, incorporando isto em sua personalidade.
No episódio "Cold Comfort", que seria uma continuação do longa Batman & Mr. Freeze: SubZero, Nora, já curada, acredita que Senhor Frio teria morrido durante o incidente da plataforma de petróleo, casou-se com o doutor que a cuidou e mudou-se de Gotham City para sempre. Senhor Frio descobre que o soro responsável pela mutação de seu corpo lentamente destruiu todo seu corpo, restando somente sua cabeça intacta. Todas essas perdas seguidas acabaram com o pouco de humanidade que ainda existia em Senhor Frio, que então resolve praticar crimes para se vingar - nos quais ele ataca pessoas famosas para destruir suas coisas mais prezadas e assim roubar suas esperanças. O ápice de seu plano malévolo é congelar toda a cidade com uma Bomba de Fusão Reversa, porém seu plano é impedido por Batman, que o faz cair juntamente com sua bomba na Baía de Gotham. A explosão cria um gigantesco iceberg que aprisiona o perverso cientista em seu interior - somente o traje robótico, pois enquanto Batman pensou que a explosão aparentemente liquidou o vilão, o fim do episódio mostrou que a cabeça de Fries escapou a tempo de sua morte gelada.

#### Batman do Futuro
Em Batman do Futuro, Bruce Wayne ainda possui uma das armas de Senhor Frio na Batcaverna. O seu sucessor como Batman, Terry McGinnis, a utiliza para congelar Inque quando ela invade a Batcaverna.
O episódio "Meltdown" revela que a cabeça de Victor Fries sobreviveu aos eventos ocorridos no episódio "Cold Comfort" de Batman: Gotham Knights, no qual Senhor Frio havia sido amarrado junto à Bomba de Fusão Reversa por Batman. Fries sobreviveu graças à tecnologia da criogenia, que agora o fizeram imortal. Stephanie Lake, uma doutora trabalhando para Derek Powers, usa Senhor Frio como cobaia para seus experimentos em busca de uma cura para Power. Ela cria um novo corpo para ele. Fries, agora completo, pretende ter uma nova vida e esquecer seus crimes do passado. Entretanto, seu novo corpo parece ter o mesmo problema do anterior em exigir a manutenção de sua temperatura abaixo de zero. Fries recupera sua antiga roupa e torna-se Senhor Frio novamente.

#### Liga da Justiça
Senhor Frio nunca apareceu na série animada de Liga da Justiça. Entretanto, sua pistola congeladora é uma arma utilizada por Batman contra um ataque thanagariano à Batcaverna, no episódio "Starcrossed".

#### Gotham Girls
Na terceira temporada da série animada Gotham Girls, um novo vilão é introduzido: Dora Smithy, cunhada de Senhor Frio.

#### The Batman
Em The Batman, Senhor Frio, cuja voz foi interpretada por Clancy Brown, é um criminoso que foi condenado a ter que viver com um traje à prova de temperatura acima de zero grau, após um acidente ocorrido quando ele fugia de Batman depois de um roubo de jóias. O criminoso correu para seu laboratório de criogenia e chocou-se com uma de suas câmaras frigoríficas, sendo eletrocutado e congelado. O acidente tornou-o uma espécie de espectro morto-vivo que gera frio extremo ao seu redor.
Em um episódio posterior, Senhor Frio alia-se à Vagalume para deixar Gotham City sob um inverno permanente. Em "The Icy Depths", ele disputa com Pinguim um guarda-chuva que esconde um mapa de um tesouro.

#### Gotham
Sr. Frio apareceu na segunda temporada da série Gotham. Na série Victor Fries é um homem tentando ajudar sua esposa doente, procurando um meio de congelar ela para um dia descongelar quando encontrar uma cura. Mas devido a um incidente sua esposa morre e Victor sofre uma mutação.

### Vídeo

#### Batman & Mr. Freeze: SubZero
No longa de animação para vídeo Batman & Mr. Freeze: SubZero, Senhor Gelo vive no Ártico juntamente com sua esposa Nora Fries, enclausurada em animação suspensa, seu filho inuíte adotado, Kunac, e dois ursos polares de estimação, Notchka e Chokka. A condição física de Nora começa a rapidamente se deteriorar quando um submarino emerge sob eles e acidentalmente provoca uma rachadura na câmara onde Nora se encontra. Senhor frio retorna à Gotham City com sua família em busca da ajuda do Dr. Gregory Belson. Belson determina que Nora precisa de um transplante de órgãos, porém não existem doadores, já que Nora apresenta um raro tipo sangüíneo. Senhor Frio convence o doutor, oferecendo-lhe pepitas de ouro do Ártico, a utilizar um doador vivo.
Senhor Frio descobre que Bárbara Gordon, a Batgirl, tem a compatibilidade sangüínea de Nora, e então decide seqüestrá-la. Senhor Frio a leva para seu esconderijo e a aprisiona. Durante a operação, ela escapa, porém descobre que está em uma plataforma de petróleo em alto-mar. Sem ter para onde fugir, ela acaba sendo recapturada por Senhor Frio.
Após nova fuga de Bárbara, Belson a persegue, atirando e fazendo furo nos tanques da plataforma. Antes que pudesse matá-la, Robin a salva. Um dos tiros de Belson desencadeia uma explosão. O fogo aumenta, enquanto que Batman e Robin são aprisionados por Senhor Frio na cabine de um guindaste. Apesar das súplicas de Belson para que deixem o local antes que a plataforma exploda, Senhor Frio está determinado em continuar a operação. Belson responde empurrando Senhor Frio para baixo de pedras que estão caindo, as quais caem sobre a perna de Senhor Frio, e foge. Porém, destroços da plataforma caem sobre Belton e o matam.
Bárbara vê o esforço de Senhor Frio para escapar e, com ajuda de Batman e Robin (que haviam escapado da cabine do guindaste), o ajudam. Porém, Senhor Frio recusa-se a sair da plataforma sem Nora e Kunac.
Nora, Kunac e Bárbara são resgatadas pelo Batwing, porém Batman retorna ao local para tentar salvar Senhor Frio. Porém, um grande cano cai sobre Senhor Frio e o empurra para o fundo do oceano. A plataforma finalmente explode, porém Senhor Frio sobrevive nadando até á costa sobre as costas de Notchka e Chokka. Ele decide então retornar ao Ártico e viver sua vida solitária, mas é surpreendido ao ver, na televisão, que sua esposa Nora havia sido curada após um transplante de órgãos realizado pela Wayne Enterprises.

### Videogame
Senhor Frio fez algumas aparições em jogos de video game estrelados por Batman. Ele aparece como chefe em The Adventures of Batman & Robin, para Mega Drive (do qual Senhor Frio é o último chefe), na adaptação para video game de Batman & Robin, em Batman: Chaos in Gotham, em Batman Vengeance e em Batman: Dark Tomorrow (o único jogo em que aparece a versão do Senhor Frio dos quadrinhos, as demais são baseadas nas animações e no filme). Ele também aparece no jogo Lego Batman: The Videogame, lançado em 2008, sendo seu visual baseado principalmente na série animada, neste jogo ele marca sua aparição sendo um personagem jogável pela primeira vez em um jogo de video game. 
Sr. Frio é figura recorrente nos jogos Batman: Arkham:
- Em Batman: Arkham Asylum, ele não aparece mas sua cela fria pode ser vista na prisão do Asilo e respondendo um dos desafios do Charada o jogador recebe a biografia do Sr. Frio.
- Em Batman: Arkham City, Sr. Frio é resgatado por Batman do Pinguim, com Batman querendo a ajuda de Fries para desenvolver uma cura para seu envenenamento pelo sangue do Coringa. Frio recusa a dar a cura dizendo que Nora estava sob custódia do Coringa e ataca Batman, que após derrotá-lo descobre que a cura que Frio pôs em um cofre foi levada pela Arlequina, levando Fries a dar a Batman granadas congelantes para que ele pudesse achar sua esposa. Quando Batman descobre onde os capangas do Coringa deixaram a cápsula de Nora, ele avisa Fries, que fica com a esposa pelo resto do jogo.
- A campanha adicional de Batman: Arkham Origins, "Coração de Gelo", tem Batman confrontando Sr. Frio, que se aliou ao Pinguim para se vingar de Ferris Boyle, o executivo corrupto que ao tentar matar Fries causou o acidente que o tornou intolerante a temperaturas acima de congelante.
- Em Batman: Arkham Knight, uma das missões extras agregada como DLC tem Sr. Frio isolado em um navio congelado onde ele pesquisava a doença de Nora antes do Espantalho sequestrar sua esposa como retaliação por Frio decidir não ajudar no plano de atacar Batman, e Batman decide ajudar a resgatar Nora.